# Московське (Єсільський район)
Моско́вське (каз. Московское) — село у складі Єсільського району Акмолинської області Казахстану. Адміністративний центр та єдиний населений пункт Московського сільського округу.
Населення — 504 особи (2021; 711 у 2009, 819 у 1999, 919 у 1989).
Національний склад станом на 1989 рік:
- росіяни — 56 %.

Станом на 1989 рік село називалось селище Московський.